# Jean-François Valette
Jean-François Valette (* 5. Juli 1952) ist ein französischer Botschafter.

## Leben
Jean-François Valette hatte als Hauptfach Geschichte an der École normale supérieure de Lyon, besuchte von 1980 bis 1982 die École nationale d’administration und wurde 1982 mit dem Thema Henri François d’Aguesseau zum Doktor phil promoviert.
Er trat 1973 in den Auwärtigendienst und war von 1973 bis 1979 Attaché.
Von 1982 bis 1986 an der Botschaft von Antananarivo auf Madagaskar, wo er 1983 zum ersten Botschaftssekretär befördert wurde.
Von 1986 bis 1988 wurde er am Quai d’Orsay in der Abteilung Wirtschaft und Finanzen beschäftigt.
Von 1988 bis 1991 war er im Generalkonsulat in Hongkong als Kulturattaché eingesetzt.
Von 1992 bis 1994 war er stellvertretender Leiter der Personalabteilung am Quai d’Orsay.
Von 1994 bis 1999 war er in Ottawa akkreditiert, wo er über den zweiten zum ersten Botschaftssekretär befördert wurde.
Von Juli 1999 bis September 2003 war er außerordentlicher und bevollmächtigter Botschafter in Lomé bei Gnassingbé Eyadéma. Jean-François Valette war bekannt, dass das Militär von Togo sich aus der Ethnie des Präsidenten rekrutierte. Um zu verhindern, dass die Entwicklungszusammenarbeit mit Frankreich plakativ zur Repression verwendet wird empfahl er die Lieferung von zwei Patrouillenbooten für die Marine zur Überwachung des Hafens von Lomé.
Von 2003 bis 2006 war er außerordentlicher und bevollmächtigter Botschafter in Yaoundé bei der Regierung von Peter Mafany Musonge in Kamerun.
Von 2007 bis 2009 war er Präfekt im Département Ariège.
Im Rang eines bevollmächtigten Gesandten 2 Klasse wurde Jean-François Valette am 14. Dezember 2009 bei der Regierung in Congo durch Denis Sassou-Nguesso akkreditiert. Dieses Amt hatte er bis 2014 inne. 2015 wurde er Botschafter der Europäischen Union in der Elfenbeinküste. Er amtierte bis 2018.